# Регеска
Регеска — гора в Чивчинских горах (часть Мармарошского массива). Расположена в пределах  Верховинского района  Ивано-Франковской области., юго-западнее села   Зелёное.
Высота 1569,6 м (по другим данным — 1584 м). Регеска расположена в северо-западной части главного хребта Чивчинских гор. Вершина незалесненная, склоны крутые (особенно восточные и западные), северо-восточный склон переходит в перемычку-хребет, что ведет к горе Рогеска Большая (1502,6 м). К юго-западу расположена гора Стог (1653 м), на юго-восток — гора Копилаш (1599 м).
Через гору с юго-востока на северо-запад проходит украинско-румынская граница.